# كوميت
كوميت وَبالإنكليزيَّة: COMIT، كانت أوَّل لغة مُعالِجة للسلاسل النصيَّة (مقارنةً بِـسنوبول وَلغة حساب وتجميع النص وَبيرل)، وَطُوِّرَت في سلسلة حواسيب آي بي إم 700/7000 ‏ من قِبَل د. فكتور إنجف وَالمُعاونون في معهد ماساتشوستس للتكنولوجيا من عام 1957 إلى عام 1965. وَقد أنشأ فكتور إنجف اللُّغة بهدف دعم الأبحاث الحوسبيَّة في مجال اللّغويّات وَبتحديدٍ أكثر، لِعصر الترجمة الآليّة من أجل معالجة اللغات الطبيعية. وَأدَّى إنشاء لغة كوميت إلى بزوغ لغة سنوبول.